# Dominique Heintz
Dominique Heintz (Neustadt an der Weinstraße, 15 de agosto de 1993) é um futebolista alemão que atua como zagueiro. Atualmente defende o Köln.

## Carreira
Dominique Heintz começou a carreira no Kaiserslautern.

## Títulos
1. FC Köln
- 2. Bundesliga: 2024–25